# دیوونه (ترانه)
«دیوونه» تک‌آهنگی از پیت‌بول، لیل جان است که در سال ۲۰۰۸ میلادی منتشر شد.